# Gratba colorata
Gratba colorata är en insektsart som beskrevs av Irena Dworakowska 1982. Gratba colorata ingår i släktet Gratba och familjen dvärgstritar. Inga underarter finns listade i Catalogue of Life.